# Richard Klima
Richard Klima (* 5. April 1972 in Graz) ist ein ehemaliger österreichischer Amateurkickboxer.

## Leben
Richard Klima wurde als viertes von fünf Kindern geboren. Sein älterer Bruder Manfred war ebenso als Kickboxer erfolgreich. Er ist ein Enkel von Karl Klima.

## Erfolge
Klima war mehrfach Österreichischer Staatsmeister, Europameister und Weltmeister.
| Jahr | Austragungsort        | Platzierung |
| ---- | --------------------- | ----------- |
| 1992 | Hamburg / Deutschland | Gold        |
| 1994 | Rimini                | Gold        |
| 1996 | Graz / Österreich     | Gold        |

| Jahr | Austragungsort       | Platzierung |
| ---- | -------------------- | ----------- |
| 1991 | Berlin / Deutschland | Silber      |
| 1993 | Odensee / Dänemark   | Gold        |
| 1995 | Kanada               | Gold        |
| 1997 | Birmingham / GB      | Gold        |
| 1999 | Madrid / Spanien     | Gold        |

| Jahr | Stil                                      |
| ---- | ----------------------------------------- |
| 1991 | Leichtkontakt                             |
| 1992 | Leichtkontakt & Vollkontakt               |
| 1993 | Semikontakt & Leichtkontakt & Vollkontakt |
| 1994 | Semikontakt & Leichtkontakt & Vollkontakt |
| 1995 | Semikontakt                               |
| 1996 | Leichtkontakt                             |
| 1997 | Semikontakt & Leichtkontakt               |

## Ehrungen
1998 - Silbernes Ehrenzeichen für Verdienste um die Republik Österreich (Ritterkreuz II. Klasse)